# Nano (roman)
Pour les articles homonymes, voir Nano (homonymie).
Nano (titre original : The Nano Flower) est le troisième roman de Peter F. Hamilton, le dernier également de la trilogie mettant en scène Greg Mandel.

## Principaux personnages
- Greg Mandel, l'ancien agent des forces spéciales Mindstara des capacités psychiques augmentées par des implants neuronaux. À la suite des événements décrits dans le roman Quantum, il a pris sa retraite en cultivant des agrumes sous le climat tropical de l'Écosse.
- Julia Evans, la directrice de la compagnie Event Horizon est assistée d'intelligences artificielles internes, reconstituant sa personnalité. Cela lui permet de gérer sa société en toute condition et à plusieurs endroits à la fois.
- Suzi, ancienne membre des Trinities, experte en cyber-attaques, amie de Greg et Julia, travaille à la demande pour Event Horizon.
- Leol Reiger, est aussi un tech-merc, mercenaire au service des conglomérats concurrents à Event Horizon, il s'oppose violemment à Suzi et Julia Evans.
- Royan, ancien membre des Trinities expert en informatique, handicapé moteur, a épousé Julia Evans après avoir été soigné. Il a grandement aidé Event Horizon à la conquête spatiale, mais il a disparu depuis deux ans.
- Charlotte Fielder, est une escort-girl, amenée à remettre à Julia Evans une mystérieuse fleur bleue ; cet événement anodin va la plonger dans une séquence d'actions qui la dépasseront complètement.
- Dmitri Baronski est le maquereau à la tête du réseau auquel appartient Charlotte Fielder en Autriche.
- Clifford Jepson est le directeur de Globecast, société concurrente d'Event Horizon.
- Victor Tyo est le responsable de la sécurité d'Event Horizon.
- Jason Whitehurst est un millionnaire, trafiquant avec les conglomérats à partir d'un dirigeable.